# Ruslands Videnskabsakademi
Ruslands Videnskabsakademi (russisk: Российская академия наук, forkortet РАН) består af det russiske nationale akademi og et netværk af videnskabelige institutter fra hele Rusland, der beskæftiger sig med forskning, såvel som støtteenheder – såsom videnskabelige biblioteker og forlag, samt sociale enheder som sygehus.